# マイコーりょう
マイコーりょう（英: MYCOOL-RIO、10月14日 - ）は、日本のインパーソネーター及びパロディスト、元ダンサーのお笑いタレント。マイケル・ジャクソン専門の物真似で知られる。また矢部良の名前でカポエイラ指導者としても活動。
2006年8月よりマイコーりょうとしての活動を開始、そっくり館キサラのオーディションを経て同年秋からキサラに出演。
2009年6月よりオフィス北野に所属。ただし、たけし軍団ではない。2013年12月をもって同事務所を退社。フリーランスを経て2014年5月よりG.G.Companyに所属。2014年9月よりG.G.Companyとは業務提携の形をとりながら、再びフリーランスへ戻ったことを公式ブログで発表。

## 人物・来歴

### パーソナル ＆エピソード
- 元々は長年務めていたプロのバックダンサーであり、マイコーのインタビューによると子供の頃からのマイケル・ジャクソンに憧れていたことから高校卒業後プロの道に進んだ。ダンサー歴（プロアマ含め）は約20年以上[6]。東京ディズニーランドやサンリオピューロランドにも勤務していた[7]。また、中学2年生から高校2年生の間にはジャニーズ事務所に入所しジャニーズJr.だった時期が存在する。このことは2023年にジャニー喜多川性加害問題が表沙汰になってから初めて言及されている。当時マイコーは実家からテレビ朝日のリハーサル室で行われるレッスンに通っており、ジャニー喜多川の自宅（通称合宿所）に泊まった経験がなかったため性被害に遭っていなかったことと、周りのJr.からの話を聞いて合宿所で喜多川が起こしていた行為を知っていた旨を語っている[8]。
- 一時期はコロッケの専属バックダンサーをしていたが、2006年8月から『マイコーりょう』としての活動を開始[2]、『そっくり館キサラ』などのものまねショーパブなどで活動する。
- オーディション番組『イツザイ』出演をきっかけに『エンタの神様』にも出演。『イツザイ』に出演し始めた時には携帯動画の配信対象に選ばれながらネタに使用した曲の著作権の許可が出なかったため配信不可能となった。
- 『マイコーりょうのサンキューParty』では会場の渋谷BOXXで行うライブの前売りチケットが2009年9月12日の発売開始から約1週間足らずでソールドアウトした[9]。
- 甘党で、特にバナナと苺とパウンドケーキが好物でチョコレートも好きとも答えている。（お笑いポポロ 2009年2月号より）
- 2010年2月11日放送の『NNN Newsリアルタイム』で、女性アナウンサーから「純日本人ですか?」の質問にミステリアスな秘密主義で売っているにもかかわらず「YES!、（両親が）大阪と福島のハーフ」と全国ネットでない時間帯なのを良いことに、うっかり答えてしまったという。
- 無名時代にダンスバトル番組に出場した際に「Wanna Be Startin Somethin」に乗せて女性のダンサーとパートナーを組みペアでカポエイラ風ダンスを披露していた。
- マイコーによると中性的であったり中性的なものには惹かれるもののゲイではない。（旧ブログより）
- 2011年3月16日のブログで地震の被害にあった福島県は亡き父の故郷という事を語っている。
- 震災後（東日本大震災）の4月から期間限定で、関東圏中心にSAVE THE JAPAN TOUR（ギャラ、交通費無料、マネージャー無し）と銘打ったチャリティツアーを開始した。

### おたく的な顔
- おたく的な面があり、第一の趣味はもちろんマイケル・ジャクソン、オタクが高じてダンサーになった程であり、第二の趣味はおもちゃ集めである。昔からおもちゃと人形が大好きで、かなりの数をコレクションしているという。一部はブログにも披露していた。特にお気に入りはチンパンジーのぬいぐるみで、バブルスと名付けてる（エンタの神様にも1度だけ登場させていた）。

お気に入りのマネキン
- マイケルを模倣したマネキン（中国から輸入したもの）を所有している。そのマネキンに『先生』と名付けてる。もちろん着せ替えたりもできるという。サイズ的にはブティックで使用されるものに比べてかなり小型である。2010年の4月24日と6月24日のブログに登場させている。ちなみに2010年の追悼ツアーにもそのマネキンを連れて行っている。

### ミステリアス（秘密）主義
ダンサーだったこと以外の過去や私生活などは謎に包まれている。年齢やプライバシー（普段のことなど）を一切明かさなかったが、あまりにも噂や悪い憶測、悪い意味での都市伝説やある団体に迷惑が掛かるため、マイコー曰く不本意ながら一部ブログでプライバシーの一部を開示した（独身であること、1DKのマンションに一人暮らしであること、牛丼を食べること等）。但し年齢は今後も完全に非公開だという。（2009年12月3日のブログ）
番組に出演した際に「年齢はTop secret!」と明かした。関西の番組に出演した際には、「マイケル・ジャクソンの新作映画は誰と行くのか？」という質問に「う〜ん…Top secret!」と答えて秘密主義を通した。

### パロディスト（芸風）
日本での芸風は、あくまでパロディストであり、マイケル・ジャクソンのパロディキャラクターで、基本的に英語と片言風の日本語で話す。キャラクターになりきっている時は高めのトーン（うら声）で話す。ネタの時はマイケルばりのダンスを披露しながら、「フォーゥ!」「アゥォ！」等の奇声をあげている。
主なネタには、マイケルの真似で日本のヒット曲を歌うものなどがある。
歌ネタは「きよしのズンドコ節」「UFO」「One Night Carnival」「マツケンサンバII」「崖の上のポニョ」等がある。　　
特に「崖の上のポニョ」はマイコーのネタの中でも評価が高いという。
『エンタの神様』で2度程新ネタを披露したことがあったという（ブログ更新時の告知情報より）。「おもちゃのマーチ」と「ドン・キホーテのテーマ（ミラクル・ショッピング ）」

### 誕生のきっかけ（誕生秘話）
はじめたきっかけは仕事先のアメリカで、あるときマイケル・ジャクソンのダンスを披露してみたところ、人だかりができ集まって来たという。見に来ていた現地のファン等に強く薦められたのがきっかけで、本場アメリカでも通用したことを確認し、日本でもマイケルのインパーソネーターとしてやろうと決意した。ただそれを日本でそのままやっても受け入れられないと思い、お笑いの要素を入れた。ものまね芸人ではなく、日本にインパーソネーターという概念を定着させたいと語っている。

### 海外営業（無名時代）
かつては時々だがアメリカに渡り、LAやラスベガスなどショーパブや路上（聖地巡りの時）で、インパーソネーターとしてのパフォーマンスを披露していた。その際はお笑いを交えた日本向けの時の
ようなネタではなく、お笑い抜きのあくまでマイケル・ジャクソンを模倣したダンスパフォーマンスのみを披露している。

## TV出演

### ゲスト出演
- モテケン（2007年11月12日、テレビ東京）- マイケル・ジャックソンナイトにゲストダンサー出演
- 99プラス（2008年3月26日、日本テレビ）
- ダウンタウンのガキの使いやあらへんで!!（2009年5月17日、日本テレビ）- 『ハイテンション・ザ・ベストテン』
- やりすぎコージー（2009年6月22日、テレビ東京）- 『芸人1300人が選ぶ！今最もおもしろい芸人決定！！「カウントダウン芸人2009」』（2009年7月6日）- 『最強の"ツッコミ芸人"夢の対決！「ツッコミ7」』 ※2009年7月6日放送の「やりすぎコージー」では2009年6月15日に収録しました。というテロップが出た。
- 24時間テレビ 「愛は地球を救う」（2009年8月29日、日本テレビ）– 、（2010年8月29日）福井放送での出演
- 『ぷっ』すま（2009年9月1日・2010年1月5日、テレビ朝日）- 共にクイズ出演。1月5日の回は西寺郷太と共に出演した。
- パフォー!（2009年9月12日、NHK）- 『パフォー×イツザイ コラボスペシャル』イツザイ代表メンバーとして出演。
- Goro's Bar Presents マイ・フェア・レディ （2009年9月16日、TBS）
- オールスター感謝祭'09 超豪華!クイズ決定版（2009年10月3日、TBS）
- とんねるずのみなさんのおかげでした （2010年1月14日、フジテレビ）-「とんねるずを泊めよう」企画で局内でターゲット探し中に、ネタ見せとして出演。（2010年6月24日 ）- 『第1回 全落オープンゴルフ』ターゲットとして出演。
- めちゃ×2イケてるッ!イツザイだらけの春祭当て逃げのスペシャル!!（2010年4月11日、フジテレビ）
- めちゃ×2イケてるッ!（2010年4月24日、フジテレビ）- 2010年4月11日のSPの未公開編。
- タモリ倶楽部（2010年5月7日、テレビ朝日）- 「ブラック・オア・ホワイト」の「どん兵衛」の空耳VTRに登場。（2011年6月24日）
- 情報ライブ ミヤネ屋 （2010年6月18日、読売テレビ）-  ニュース映像内で。
- ディズニータイム　（2010年7月29日・30日テレビ東京）
- たけしのコマネチ大学数学科（2010年9月6日、フジテレビ）
- 世界一受けたい授業（2010年11月6日・2011年2月5日、日本テレビ）– 共に実験VTR出演
- 金曜バラエティー （2010年12月3日、NHK）
- ピラメキーノG（2011年2月18日、テレビ東京）
- たけしのニッポンのミカタ!（2011年4月29日、テレビ東京）- ダンス出演。

#### 単発番組
- クリスマス☆ゲームをやってみた「男女」で（2009年12月25日らABC ）- 動画伝説の英語教師役＆ゲームコーナーのブリッジ・ナビゲーター。
- 本当にあった!恐いデーブ（2009年12月30日、テレビ東京）- 整形した踊る寿司職人役。
- ビートたけしの今まで見たことないTV2（2010年4月12日、日本テレビ）-   北野体操（ラジオ体操のパロディ）のマイケル第一のインストラクター役。
- 話題のシーンを再現 ミラクル実験SHOW（2010年5月23日らです、テレビ静岡全国ネット）- 『 絶叫でガラスは割れるのか？』コーナー出演。
- 爆!爆!爆笑問題 芸能人 ザ密告SP（2011年4月4日、TBS）- 田原俊彦と共演。
- ザ世界2度見シアター 2時間特番 思わずもう一度見たくなる！伝説映像の裏にどえらい秘エピソード（2014年3月19日）- レポーター、再現ビデオでマイケルジャクソン役として出演
- コロッケ千夜一夜（2014年5月02日・16日・23日・30日、BS日テレ）- マンスリーものまね
- 中居正広のミになる図（2014年9月23日、テレビ朝日）- MADOKA（ものまねタレントコロッケの娘）の知人として出演
- スターリーナイトクルーズ（2014年10月04日、FM世田谷）
- MUSIC バラエティーチャンネル（2014年10月29日、WALLOP TV）
- バラいろダンディ（2014年11月04日、Tokyo MX）

#### ローカル番組
- バグルー!!（2009年9月3日、メ〜テレ）-『バグルー!! アフター・パーティー』（2009年10月8日）-『バグルー!!アフターパーティーリターンズ』ゲスト出演。
- MUSIC EDGE + Osaka Style （2009年10月26日、毎日放送）- 『マイケル・ジャクソン特集!』ゲスト出演。
- アラハタ!スペシャル（2010年3月12日、NHK松江）- ゲスト出演。
- あいまいナ!（2010年8月27日、TBS関東ローカル）- ゲスト出演。
- さきっちょ（2010年12月14日、テレビ朝日関東中心）
- 爆笑!ものまねウォーズ（2011年1月3日、TBS関東ローカル）

### CS/ケーブル/インターネット
- アイドリング!!!（2009年11月20日らCSフジテレビONE）
- ショップチャンネル（2009年12月13・15日）- マイケル・ジャクソン「ザ・コレクション」出演。
- カイテキTV（2010年3月12日、スカパー!、スカパー!e2）
- マイコーりょう THIS IS LESSON（ミュージック・エア） 2010年6月18日から。全4回。
- D-POP Projection 2014 「FUNNY! FUNNY! FUNNY!」（Ustream）2014年12月20日。（専門学校デジタルアーツ仙台主催イベント）

### 過去の出演番組
- イツザイ（テレビ東京）- 初出演は2009年1月24日。キャッチコピーは「ポップスター」
- イツザイS（テレビ東京）-　イツザイからの続投及び「マイコーりょうセレクション」コーナで出演。
- エンタの神様（日本テレビ）- 2009年4月11日から2010年2月6日まで出演。キャッチコピーは「偽造のスーパースター」。

## ラジオ
- FAREWELL to KING of POP SPECIAL（2009年8月29日、インターFM）- ゲスト出演

## PV
- 元ELTの五十嵐充率いるRUSHMOREのデジタルシングル「特別なんていらない」（2009年10月21日より配信）。
- パロディビデオ「アイ・キャント・トランスフォーム ヤ」。（2010年1月より）
- アニメ系アイドル声優ユニットのゆいかおりの『VIVIVID PARTY!』のPV出演。
- 関ジャニ∞のアルバム「関ジャニズム」（2014年11月発売）の中の曲の「愛 Love You」の初回限定版のPVに出演。
- NONA REEVES「Sweet Survivor」（アルバム「MISSION」収録）

## CD・DVD
- CD『IMITATION DIAMOND』
スーパースターの楽曲をイメージして作られたオリジナル作品。全9曲。
- DVD『THIS IS FAKE〜私はMJになる為に、会社を辞めました。』（2010年1月27日発売）
2010年1月23日から期間限定で劇場で先行上映された。※2009年10月24日、渋谷で行われた単独ライブ「サンキューParty」の模様を収録。
- DVD『THIS IS FAKE 2 この偽物は本物だ!』
CD『IMITATION DIAMOND』の映像化。

## アトラクション（テーマパーク）出演
- 2009年10月 ユニバーサル・スタジオ・ジャパン『ハロウィーン・スペシャル・ナイト〜ビートルジュースのスペシャルショー』特別ゲスト。
- SUMMER SONIC 2010にてSide showの特別枠として「マイコーりょうスペシャル公演」として単独のショーが行われた。

## その他
- マイケル・ジャクソンの貴重なシーンを収めたドキュメンタリーDVD『マイケル・ジャクソン　ザ・レガシー』（コロムビアミュージックエンタテインメント）のPR（スポークスマン）担当。
- 「マイケル・ジャクソン　キング・オブ・ポップの素顔」（6月25日公開）のスポークスマン担当。

## 過去の海外公演
Hawaiiにて活動
- 2008年5月12日／Waikiki International Market Place内 Live Bar ｢SPARKYS｣出演
- 2008年5月13日／Waikiki Outriggar Hotel ｢shore bird｣ゲスト出演
- 2008年5月16日／｢SPARKYS｣出演
- 2008年5月16日／Night Club｢セニョールフロッグ｣ゲスト出演
- 2008年5月18日／クヒオ通り｢DA BIG KAHUNA｣ゲスト出演
- 2008年7月23日／Sheraton Princess Kaiulani Hotel Danny Couch Show 出演
- 2008年7月27日／Waikiki International Market Place Paradice Dreamer 出演
- 2008年7月30日／Sheraton Princess Kaiulani Hotel Danny Couch Show 出演

Los Angeles,Californiaにて活動
- 2008年6月27日／Redondo Beech Performing Arts Center,(コロッケコンサート中に｢マイコーりょうパフォーマンスタイム｣)
- 2008年6月29日／シアトル・ビジアルメディア(コロッケコンサート中に｢マイコーりょうパフォーマンスタイム｣)

LAS VEGASにて活動
- 2008年8月7日～23日／LAS VEGAS Hawaiian Market Please Rock Star Cafe 出演
- 2008年8月23日／LAS VEGAS ｢BILLS CASINO｣出演

ポエニクスより

## 書籍＆掲載
- サイゾー（8月18日発売）
- 別冊宝島 『マイケル・ジャクソン 栄光と悲劇のキング・オブ・ポップ』（8月29日発売）
- お笑いポポロ （2009年2月号）

## 振り付け
- 2008年『明石家さんまプロデュース 今回もコントだけ Part14』 「スリラー」振り付け担当。
- 2009年『たけしの絶対見ちゃいけないTV』OPでも同じく「スリラー」振り付けも担当。